# Lühhike öppetus
Lühhike öppetus (észt nyelven: Rövid oktatás, modern észt helyesírással: Lühike õpetus) az első észt nyelvű időszaki kiadvány. Szerkesztője Peter Ernst Wilde volt. Az 1766 és 1767 közti időszakban megjelent lap a parasztság számára közölt egyszerű orvosi technikákat, illetve a mindennapi életvitelhez való tanácsokat. A lap teljes címe Lühhike öppetus mis sees moned head rohhud täeda antakse, ni hästi innimeste kui ka veiste haigusse ning viggaduste vasto (Rövid útmutató, amely bemutat néhány jó gyógyszert az emberek és a szarvasmarhák betegségeire és sérüléseire egyaránt). A lap hetente jelent meg, minden szám négy oldalból állt. Összesen 41 szám jelent meg. A lap tartalmát August Wilhelm Hupel fordította németről észtre. A lap hírekkel egyáltalán nem foglalkozott, így a formátuma ellenére sem szokták az újságok közé sorolni, a különböző források inkább mint folyóiratot, vagy akár mint egy 41 részben megjelent könyvet említik. Az első rendszeres, észt nyelvű, egyértelműen újságnak tekintett kiadvány, a Tarto maa rahwa Näddali-Leht 1806-ban jelent meg. 1768-ban az első 25 szám lett nyelven is megjelent.

## Külső hivatkozások
- A Lühhike öppetus megjelent számai, digitalizált változat

## Fordítás
- Ez a szócikk részben vagy egészben  a   Lühhike öppetus című angol Wikipédia-szócikk ezen változatának fordításán alapul.  Az eredeti cikk szerkesztőit annak laptörténete sorolja fel. Ez a jelzés csupán a megfogalmazás eredetét és a szerzői jogokat jelzi, nem szolgál a cikkben szereplő információk forrásmegjelöléseként.